# Reci Ciganko, što mi u dlanu piše
»Reci Ciganko, što mi u dlanu piše« je skladba in single glasbene skupine Time. Single je bil izdan leta 1973 pri založbi Jugoton. Avtor glasbe in besedila je Dado Topić.

## Seznam skladb
| A stran | A stran                                          | A stran |
| Št.     | Naslov                                           | Dolžina |
| ------- | ------------------------------------------------ | ------- |
| 1.      | „Reci Ciganko, što mi u dlanu piše‟ (Dado Topić) | 6:12    |

| B stran | B stran                   | B stran |
| Št.     | Naslov                    | Dolžina |
| ------- | ------------------------- | ------- |
| 1.      | „Makedonija‟ (Dado Topić) | 4:55    |

## Time
- Dado Topić – vokal
- Tihomir Pop Asanović – Hammond orgle
- Ratko Divjak – bobni
- Vedran Božić – kitara
- Mario Mavrin – bas kitara